# Лагань (порт)
Лагань — обсуждавшийся в СМИ проект порта в акватории Каспийского моря на предполагаемом маршруте «Нового шёлкового пути» из Китая в Европу или в Иран.  
В СМИ заявлялось, что расчетная стоимость проекта «Порт Лагань», включая все объекты федеральной собственности, может составлять порядка 100 млрд рублей. Строительство планировалось осуществлять за счет привлечения внебюджетных средств. 
Решение о реализации проекта было принято в 2015 году, а в 2017 году было учреждено акционерное общество «Порт Лагань». Намечаемый к строительству морской порт предполагается разместить в 2 км к юго-востоку от города Лагань, основанного как поселок рыбаков на небольшом острове, который потом превратился в полуостров, поэтому долгое время Лагань считался морским портом на побережье Каспийского моря. Мощность предполагаемого порта по перевалке грузов может быть 12,5 млн. тонн, основные грузы для порта зерно и контейнеры.